# جيري سميث (ريك ومورتي)
جيرالد «جيري» سميث هو أحد الشخصيات الرئيسية في مسلسل الرسوم المتحركة ريك ومورتي . ابتكره جوستين رويلاند ودان هارمون وأدلى به كريس بارنيل، جيري هو وكيل إعلانات سابق غير آمن وغالباً ما يتم دفعه إلى صراعات ناتجة عن المواقف الانتهازية. اشتهر بشخصيته الجبانة والوداعة عموماً ورفضه الصالح لصهره العالم المجنون ريك سانشيز، وقد لقيت الشخصية استقبالاً جيداً. وهو على اعتمادية مشتركة زوج من بيت سميث والفضاء بيت والد مورتي والصيف.
بعد تخلي ريك ومورتي عن واقعهما الأصلي في حلقة الموسم الأول "ريك جرعة # 9 «، تم تقديم جيري جديد مطابق للأصل؛ يظهر جيري الأصلي ذو العضلات واللحية الآن أنه يحكم أرض قاحلة ما بعد نهاية العالم مع بيث آند سمر في حلقة الموسم الثالث "خلاص ريك» ومسلسل ريك ومورتي الكوميدي، والذي يقدم الأخير بالإضافة إلى ذلك نسخة من هوس العقل المدبر. لجيري لقب Doofus Jerry من قبل مجلس ريكس العابر للأبعاد، والذي تمت الإشارة إليه لاحقاً في «مغامرات ريك في أطلانتس». تم إنشاء جيري أيضاً ليكون شمولي جنسي في حلقة الموسم الثاني «مقابلة أصدقاء جدد»، يشارك في ثلاثية في الموسم الخامس حلقة «عشاء مورتي وريك والعدو القوي».

## سيرة شخصية
جيري يبلغ من العمر 35 عاماً ويعمل في البداية كوكيل إعلانات قبل أن يُطرد من العمل بعد أن روج بلا جدوى لـ «هل أنت جائع للتفاح؟» حملة مستوحاة من «لدى حليب؟» (تم تعديلها لاحقاً بواسطة الشركة بدون Jerry باسم «هل أنت جائع للأجاص؟»). تناولت عدة حلقات حالة زواج جيري بيث، حيث تزوج الزوج في سن 18 بعد أن حملت بيث بابنتهما سمر في 17، وانفصل الزوجان لفترة وجيزة في الموسم الثالث. يصور جيري على أنه لديه علاقة عدائية مع والد زوجته ريك، وغالباً ما يتنافس مع ريك للحصول على إعجاب عائلته، وقادر على توجيه القوة الداخلية لمواجهة مخاوفه على الرغم من جبنه المعتاد. في الموسم الأول، كان جيري ضحية لاعتداء جنسي. في الموسم الرابع، يأخذ جيري تربية النحل في أوقات فراغه، وهو فعل يجعله غير مدرك انه مرغوباً جنسياً لدى النساء.

## تطوير
تناول ما «يجعل جيري جديراً بالذهاب إلى أخمص القدمين مع الشخصيات الأخرى في العرض أسبوعاً بعد أسبوع» في مقابلة مع ساي فاي، صرح الممثل الصوتي جيري سميث كريس بارنيل أن:
«جيري بشكل عام شخصية مخلصة جداً. مع استثناءات قليلة فقط، فهو رجل» ما تراه هو ما تحصل عليه«. أشعر أنه عنصر إنساني للغاية في العرض. إنها عائلة صعبة للعيش معها، ومن الواضح أن يكون والد زوجك أذكى كائن في الكون، قد يكون الأمر مخيفاً بعض الشيء. لكن جيري لديه إيمان كافٍ بنفسه وإحساسه بحقوقه، بحيث يمكنه تحدي ريك وبيث والأطفال حسب الحاجة من وقت لآخر. [في كثير من الأحيان] ليس واثقاً من ذلك، لكنه يمتلك لحظات. أعتقد أنه أيضاً قدر معين من النسيان من جانبه أو اختيار عدم النظر في وجه التألق المذهل لريك ونوعاً ما أراه من أجل الإنسان كما هو والقدرة على الارتباط بهذا بدلاً من كل هذا تقريباً- كائن قوي».

## استقبال
تلقت الشخصية استقبالا إيجابيا. وأثنى Inverse على «قوس عيد الميلاد» لجيري في «ملاهي التشريح» واتساقها مع دائرة قصة دان هارمون. أكمل Screen Rant كلاً من قوس الفداء للشخصية في «تطوير العمود الفقري وتصبح شخصاً أقوى» عبر الموسمين الثالث والرابع مقارنةً بتصويرها عبر الموسمين الأولين، أيضاً كصورة لجيري الأصلي في "جرعة "ريك" السحرية رقم 9. مدحاً أيضاً كيف أن "شخصيته التي تتعرض للسخرية [لا تزال] طريقة لطيفة لإضفاء الطابع الإنساني على الشخصية إلى حد ما دون فقدان الميزة الكوميدية.
وصف فيربستومب جيري بأنه "بكل معنى الكلمة، أضحوكة هذا العرض. إنه غير كفء، غيور، غير قادر على النمو، وبكل طريقة هو أفضل ما في بيث، قبل أن يستنتج أن "ريك هو المحفز لعقد جيري النقص"، بينما أشادت 411 مانيا بكيفية "جيري [قد] يبدو كليشيهات على سطحياً لكن رغباته واحتياجاته تتجسد بشكل كبير لدرجة أننا نتعلم بسرعة ما الذي يجعل هؤلاء الثلاثة علامة ولماذا هم غير عاديين."